# Persoonia cuspidifera
Persoonia cuspidifera (лат.) — кустарник, вид рода Персоония (Persoonia) семейства Протейные (Proteaceae), эндемик Нового Южного Уэльсав Австралии.

## Ботаническое описание
Persoonia cuspidifera — прямостоячий кустарник, который обычно вырастает до высоты 0,3-2 м. Молодые веточки опушённые. Листья лопатообразные, 10-20 мм в длину и 1,5-5 мм в ширину. Цветки расположены группами до 25 вдоль цветоноса до 70 мм в длину. Отдельный цветок расположен на прямостоячей опушённой цветоножке 2-5 мм длиной. Листочки околоцветника зеленовато-жёлтые, длиной 8-12 мм, умеренно опушённые снаружи, пыльники жёлтые. Цветение происходит с ноября по март. Плод представляет собой зелёную костянку с пурпурными полосами.

## Таксономия
Вид был описан в 1991 году австралийскими ботаниками Лоренсом Джонсоном и Питером Уэстоном на основе экземпляра, собранного около пересечения шоссе Ньюэлл и шоссе Оксли в 1990 году. Описание было опубликовано в журнале Telopea.

## Распространение и экология
Persoonia cuspidifera — эндемик австралийского штата Новый Южный Уэльс. Растёт в эвкалиптовых зарослях подлеска в леса Пиллига и в предгорьях Варрумбунглес на севере Нового Южного Уэльса.